# ナンダ・デヴィ
ナンダ・デヴィ （Nanda Devi） は、インド第二の高峰で、インドの中に山全体があるものの中では最も高い山である。（カンチェンジュンガはインドとネパールの国境にある）。この地理のため、1808年に西欧人がダウラギリの高さを測るまで世界最高峰だと考えられていた。
主峰と東峰が猫の耳のように見える双耳峰が特徴。

## 概要
シッキム州がインド連邦に参加する前はインドの最高峰でもあった。クマオン・ヒマラヤの一部であり、西はリシガンガ谷、東はゴリガンガ谷に挟まれ、ウッタラーカンド州に位置する。その名は無上の喜びを与える女神を意味する。その頂上は、ウッタラーカンド・ヒマラヤの守護神のように考えられている。
その宗教的な意義を認め、また脆弱な生態系を保護するため、頂上と頂上を囲む高峰－ナンダ・デヴィ聖域－は1983年に地元住民にも登山者にも入山が禁じられた。
ナンダ・デヴィ国立公園は1988年にUNESCOの世界遺産リストに登録され、2005年以降は花の谷国立公園を加えた「ナンダ・デヴィ国立公園と花の谷国立公園」となっている。

## 登山史
- 1936年、「ジョージ・マロリー最後の目撃者」であるノエル・オデールと、ビル・ティルマンが初登頂に成功。1950年にアンナプルナが登頂されるまで、人類が登頂した最高峰であった。
- 1976年、高見和成と長谷川良典が主峰と東峰の縦走に初成功。